# جائزة تركيا الكبرى 2009
جائزة تركيا الكبرى 2009 هو سباق فورمولا 1 أقيم بتاريخ 7 يونيو 2009 في إسطنبول، تركيا. كان السابع من أصل 17 في بطولة العالم لسباقات الفورمولا واحد موسم 2009. حلّ البريطاني جنسن باتون أولا بينما جاء الأسترالي مارك ويبر في المركز الثاني وحصل على المركز الثالث الألماني سباستيان فيتل.